# 서울특별시평생교육진흥원
서울특별시평생교육진흥원(서울特別市平生敎育振興院, Seoul Metropolitan Institute for Lifelong Education)은 서울특별시의 평생교육진흥과 관련업무를 위하여 설립된 서울특별시 산하 출연기관이다. 서울특별시 마포구 새창로 7 14층에 위치하고 있다.

## 연혁
- 2014년 4월 3일 서울특별시 평생교육진흥원 개원
- 2015년 3월 5일 서울시 평생교육진흥원장 김영철 취임
- 2015년 3월 12일 서울시 평생교육진흥원 재단 등기

## 조직[1]
서울특별시 평생교육진흥원장 아래에 기획조정본부, 시민대학본부 2개 본부가 설치되어있다. 기획조정본부 산하에는 경영전략팀, 인사총무팀, 정책팀, 지역평생교육팀, 대학협력팀이 있고, 시민대학본부 산하에는 중부권운영팀, 동남권운영팀, 미래디자인팀, 모두의학교운영팀, 다시가는캠퍼스운영팀, 생애전환팀이 설치되어있으며 원장 직속 팀으로 감사팀이 있다.